# Cloeotis percivali
Genre
Espèce
Statut de conservation UICN

 LC  : Préoccupation mineure

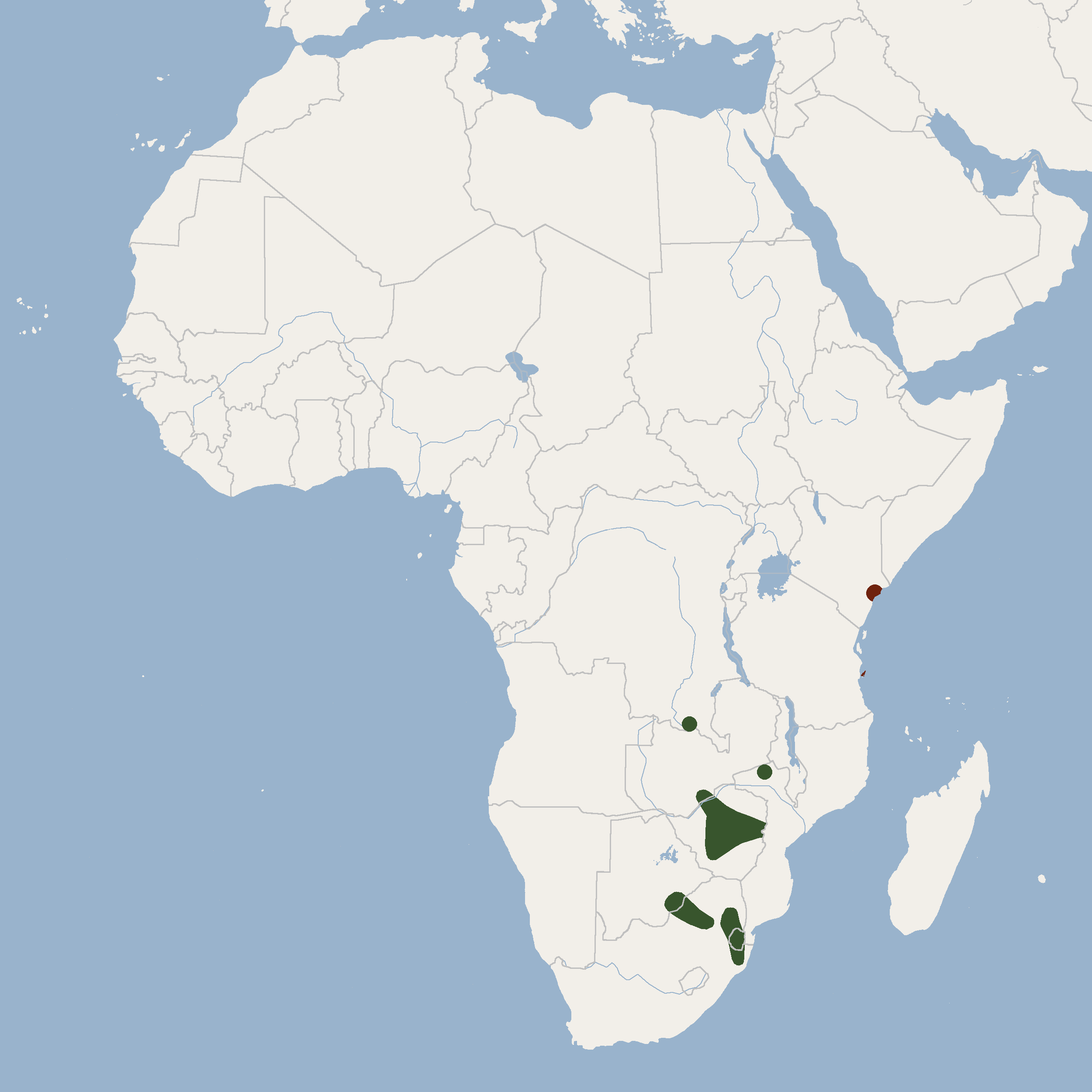

Cloeotis percivali est une espèce de chauve-souris appartenant à la famille des Hipposideridae vivant dans le sud de l'Afrique. C'est la seule espèce du genre Cloeotis.

## Liste des sous-espèces
Selon Mammal Species of the World (version 3, 2005)  (23 septembre 2017) et ITIS (23 septembre 2017) :
- sous-espèce Cloeotis percivali australis Roberts, 1917
- sous-espèce Cloeotis percivali percivali Thomas, 1901

## Répartition
Cette espèce est présente en République démocratique du Congo, au Kenya, en Tanzanie, en Zambie, au Zimbabwe, au Botswana, en Mozambique, en Afrique du Sud et au Swaziland.